# 魂瓶

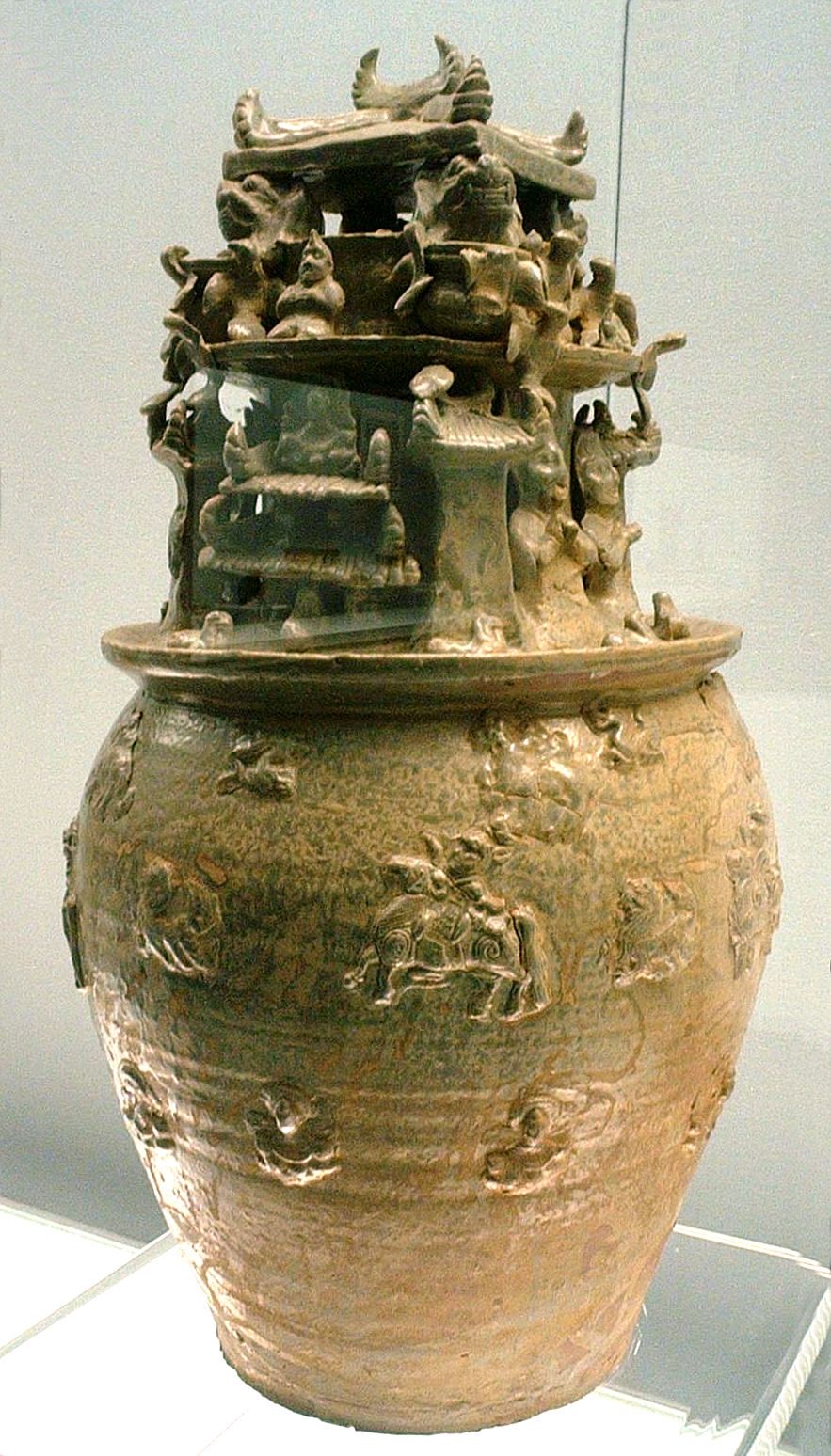
西晋時的一個魂瓶

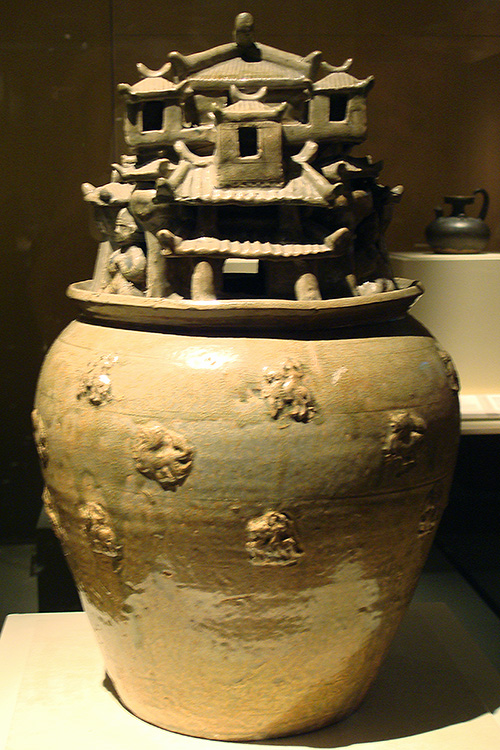
西晉時期的一個魂瓶

魂瓶又稱魂魄瓶、谷仓、皈依瓶、谷仓罐、堆塑罐，是中國古代的一種明器和随葬品，流行於六朝初年的中國南方的长江中下游地區。魂瓶一般由青瓷制成，它的外形是一個罐子，罐子上是复杂的人物、楼阁、佛像、禽兽。有些魂瓶上还刻有纪年文字。有人認為魂瓶可以收納亡者魂灵。